# Gara Ciclistica Montappone
La Gara Ciclistica Montappone (nom local : Gara Ciclistica Montappone - Trofeo Marini Silvano Cappelli Sportivi) est une course cycliste d'un jour italienne, qui se dispute à Montappone (Marches). La course a lieu entre 1990 et 2011. 
Jusqu'en 2001, la course est réservée aux amateurs. Elle devient une course ouverte aux professionnels en 2002, puis fait partie de l'UCI Europe Tour, en catégorie 1.2, de 2005 à 2011.

## Palmarès
| Année | Vainqueur                  | Deuxième               | Troisième            |
| ----- | -------------------------- | ---------------------- | -------------------- |
| 1990  | Simone Biasci              |                        |                      |
| 1991  | Stefano Arlotti            |                        |                      |
| 1992  | Alessandro Chiarini        |                        |                      |
| 1993  | Elisio Torresi             |                        |                      |
| 1994  | Marco Bellini              |                        |                      |
| 1995  | Guido Trombetta            |                        |                      |
| 1996  | Michele Colleoni           |                        |                      |
| 1997  | Cadel Evans                |                        |                      |
| 1998  | Luca De Angeli             |                        |                      |
| 1999  | Julio Alberto Pérez Cuapio |                        |                      |
| 2000  | Sergiy Matveyev            |                        |                      |
| 2001  | Yaroslav Popovych          |                        |                      |
| 2002  | Francesco Bellotti         | Kristjan Fajt          | Davide Torosantucci  |
| 2003  | Stefano Boggia             | Zoltán Remák           | Davide Torosantucci  |
| 2004  | Paul Crake                 | Ruslan Pidgornyy       | Stelvio Michero      |
| 2005  | Davide Torosantucci        | Luca Pierfelici        | Carlos Andrés Ibáñez |
| 2006  | Julien Antomarchi          | Matthew Lloyd          | Anton Rechetnikov    |
| 2007  | Tomislav Danculovic        | Egor Silin             | Francesco De Bonis   |
| 2008  | Anton Sintsov              | Egor Silin             | Blaž Furdi           |
| 2009  | Stefano Pirazzi            | Paolo Ciavatta         | Ilya Gorodnichev     |
| 2010  | Ilya Gorodnichev           | Aleksandr Chouchemoïne | Anton Sintsov        |
| 2011  | Antonio Parrinello         | Matteo Marcolin        | Davide Mucelli       |